# Большепесочнинский сельсовет
Большепесочнинский сельсовет — сельское поселение в Уренском районе Нижегородской области.
Административный центр — деревня Большое Песочное.

## История
Статус и границы сельского поселения установлены Законом Нижегородской области от 15 июня 2004 года № 60-З «О наделении муниципальных образований — городов, рабочих посёлков и сельсоветов Нижегородской области статусом городского, сельского поселения».

## Население
| 2002 | 2010 | 2012 | 2013 | 2014 | 2015 | 2016 |
| ---- | ---- | ---- | ---- | ---- | ---- | ---- |
| 918  | ↘855 | ↘843 | ↘823 | ↘795 | ↘772 | ↗782 |
| 2017 | 2018 | 2019 | 2020 |      |      |      |
| ↘767 | ↘750 | ↗753 | ↘740 |      |      |      |

## Состав сельского поселения
| №  | Населённый пункт | Тип населённого пункта            | Население |
| -- | ---------------- | --------------------------------- | --------- |
| 1  | Безводное        | деревня                           | ↘45       |
| 2  | Большая Елховка  | деревня                           | ↗111      |
| 3  | Большая Шалега   | деревня                           | ↘26       |
| 4  | Большое Песочное | деревня, административный центр   | ↘287      |
| 5  | Малая Елховка    | деревня                           | ↘1        |
| 6  | Павлово          | деревня                           | ↘4        |
| 7  | Суходол          | деревня                           | ↘6        |
| 8  | Титково          | деревня                           | ↗317      |
| 9  | Шалега           | посёлок железнодорожного разъезда | ↘6        |
| 10 | Шишкино          | деревня                           | ↗22       |
| 11 | Якутино          | деревня                           | ↘30       |